# Stalinbunker

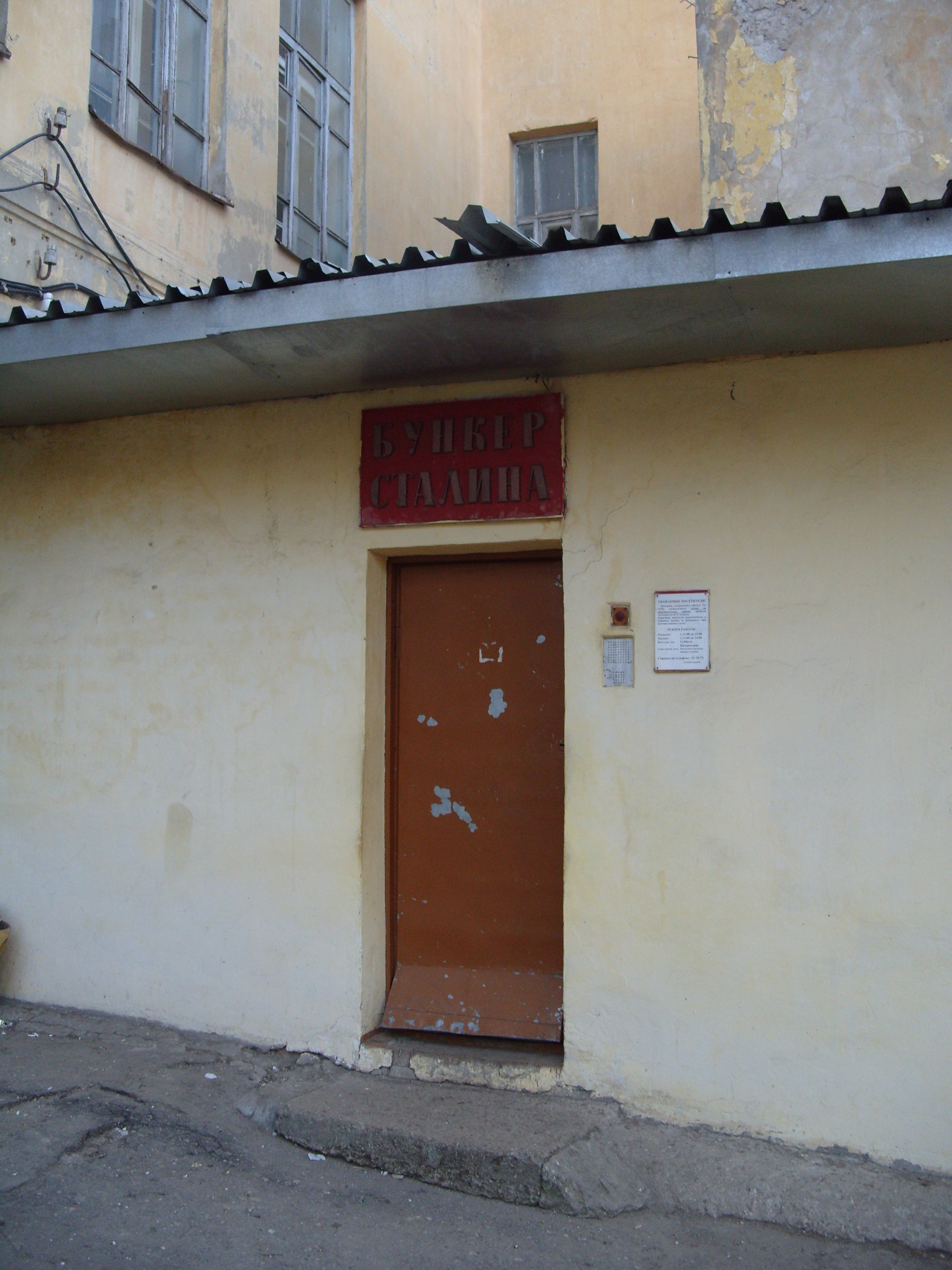
Eingang des Stalinbunkers

Stalinbunker (russisch Бункер Сталина) ist die Bezeichnung für einen Komplex unterirdischer Räume in Samara an der Wolga in Russland, der als Ausweichhauptquartier für den Fall der Eroberung Moskaus für den sowjetischen Diktator Josef Stalin errichtet wurde.

## Entstehung und Bedeutung

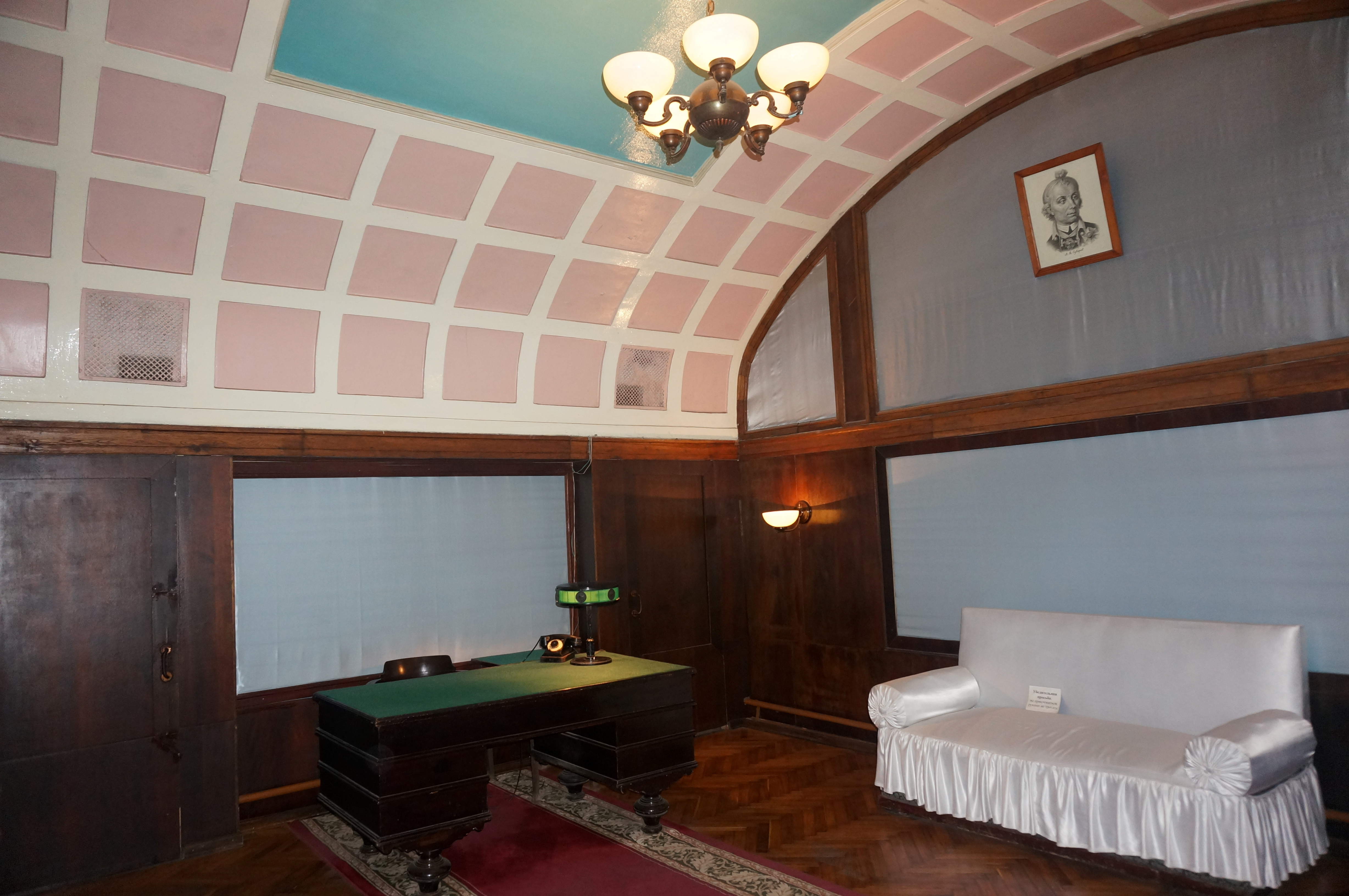
Büro für Stalin im Bunker

Der Bunker wurde 1942 innerhalb weniger Monate im Rahmen einer streng geheimen Maßnahme gebaut und ist quasi das Gegenstück zu Hitlers Führerbunker in Berlin. Im Gegensatz zu diesem wurde er vom sowjetischen Diktator jedoch niemals wirklich bezogen, da sich durch die deutsche Niederlage bei der Schlacht um Moskau ein Rückzug in den bereits fertigen Bunker an der Wolga erübrigte. Auch wurde der Bunker nicht in Moskau selbst errichtet, da Stalin im Gegensatz zu Hitler auch mit einer möglichen Aufgabe Moskaus und einer Weiterführung des Kampfes auf dem östlich davon gelegenen russischen Hinterland rechnete. Mit 37 Metern war der Stalinbunker zur Zeit seines Baus der tiefste Bunker der Welt und auch wesentlich tiefer in die Erde versenkt als der Führerbunker in Berlin.

## Der Stalinbunker heute
Nachdem der Stalinbunker, wie auch die ganze Stadt Samara, in der gesamten Nachkriegsepoche der Sowjetunion als geschlossene Stadt der Öffentlichkeit nicht zugänglich war, wurde der Bunker 1991 teilweise zugänglich gemacht und beherbergt heute ein Museum, das eine der Touristenattraktionen Samaras ist.

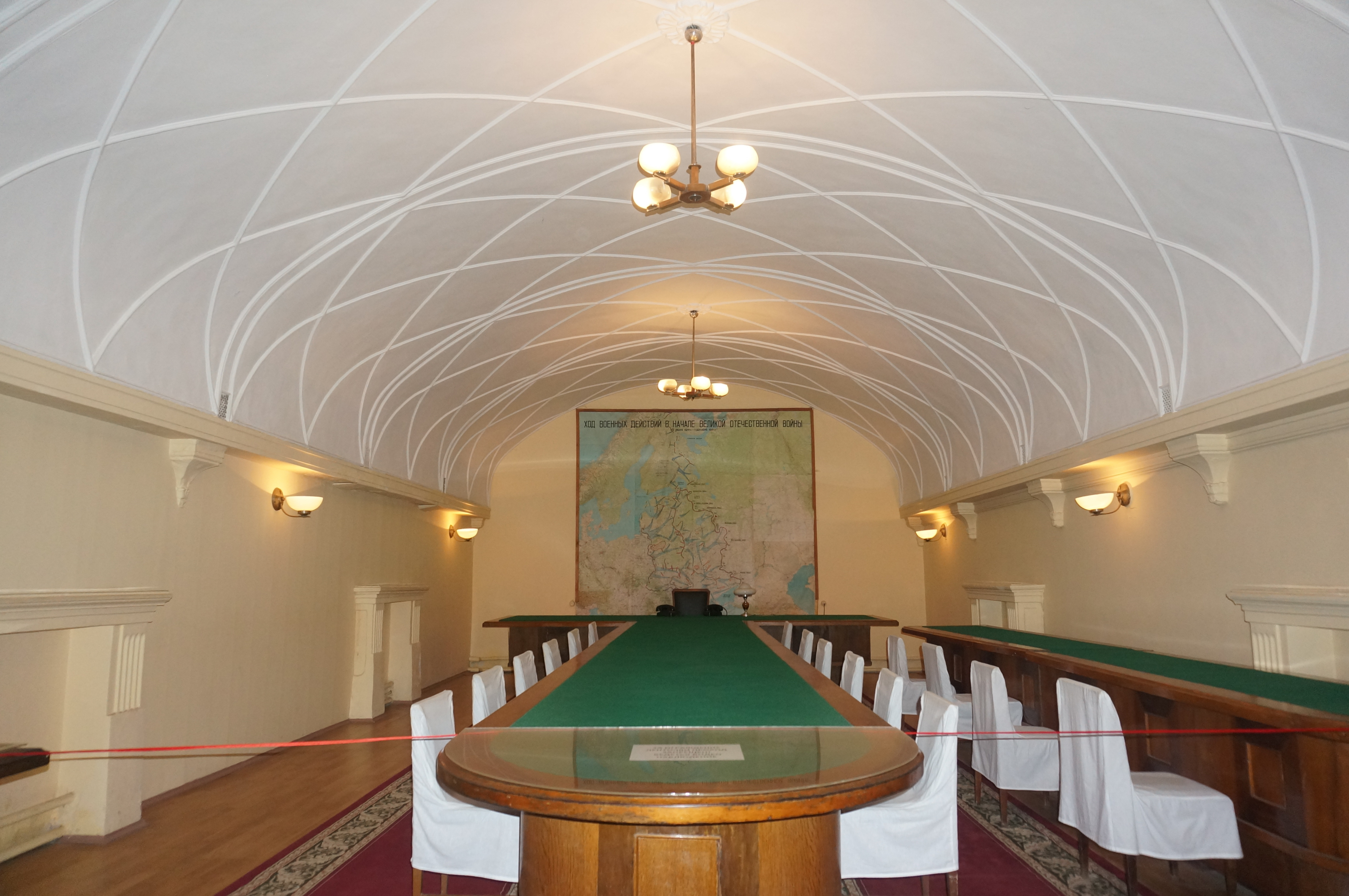
Blick in den Sitzungssaal

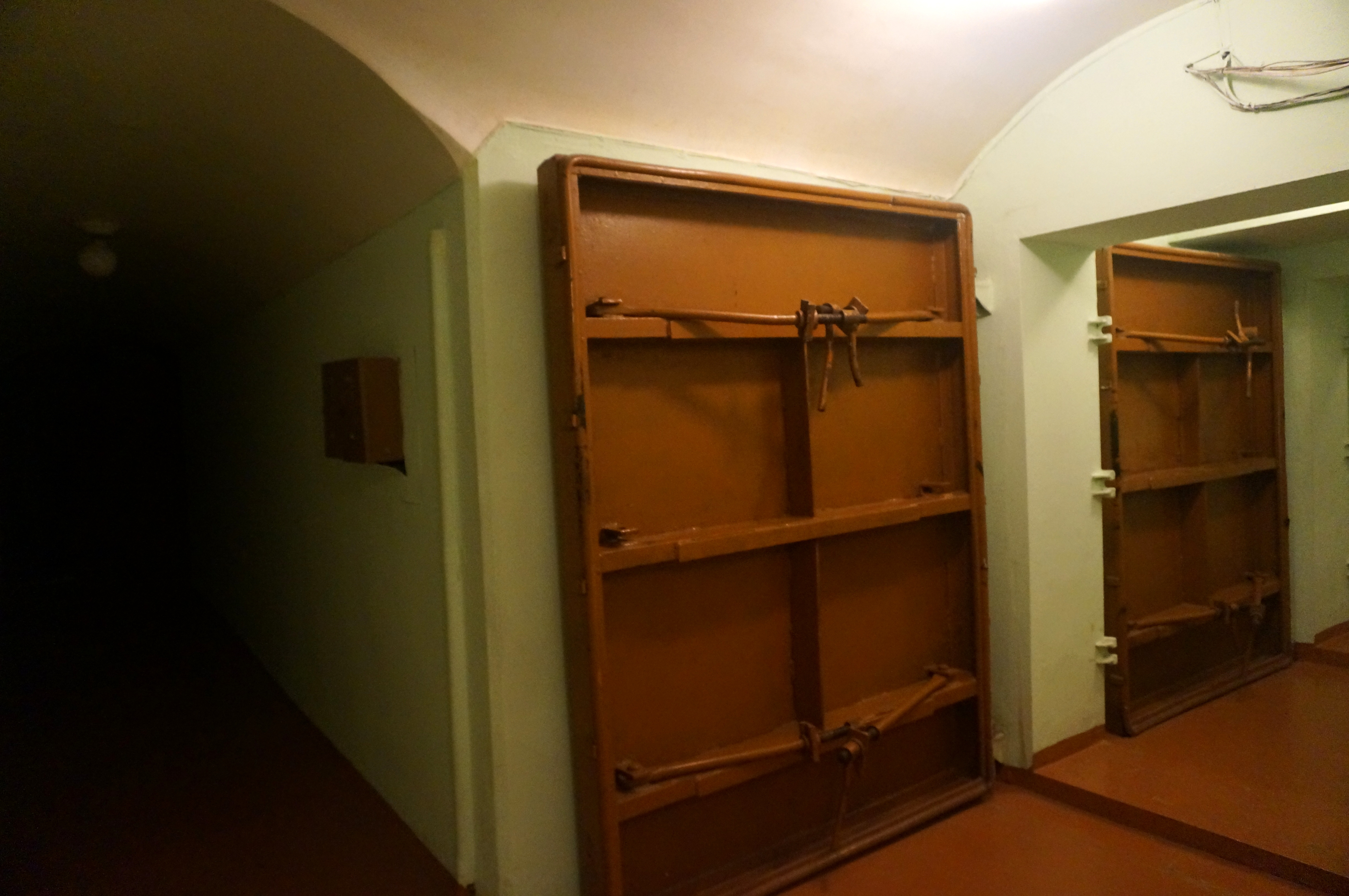
Bunkertüren

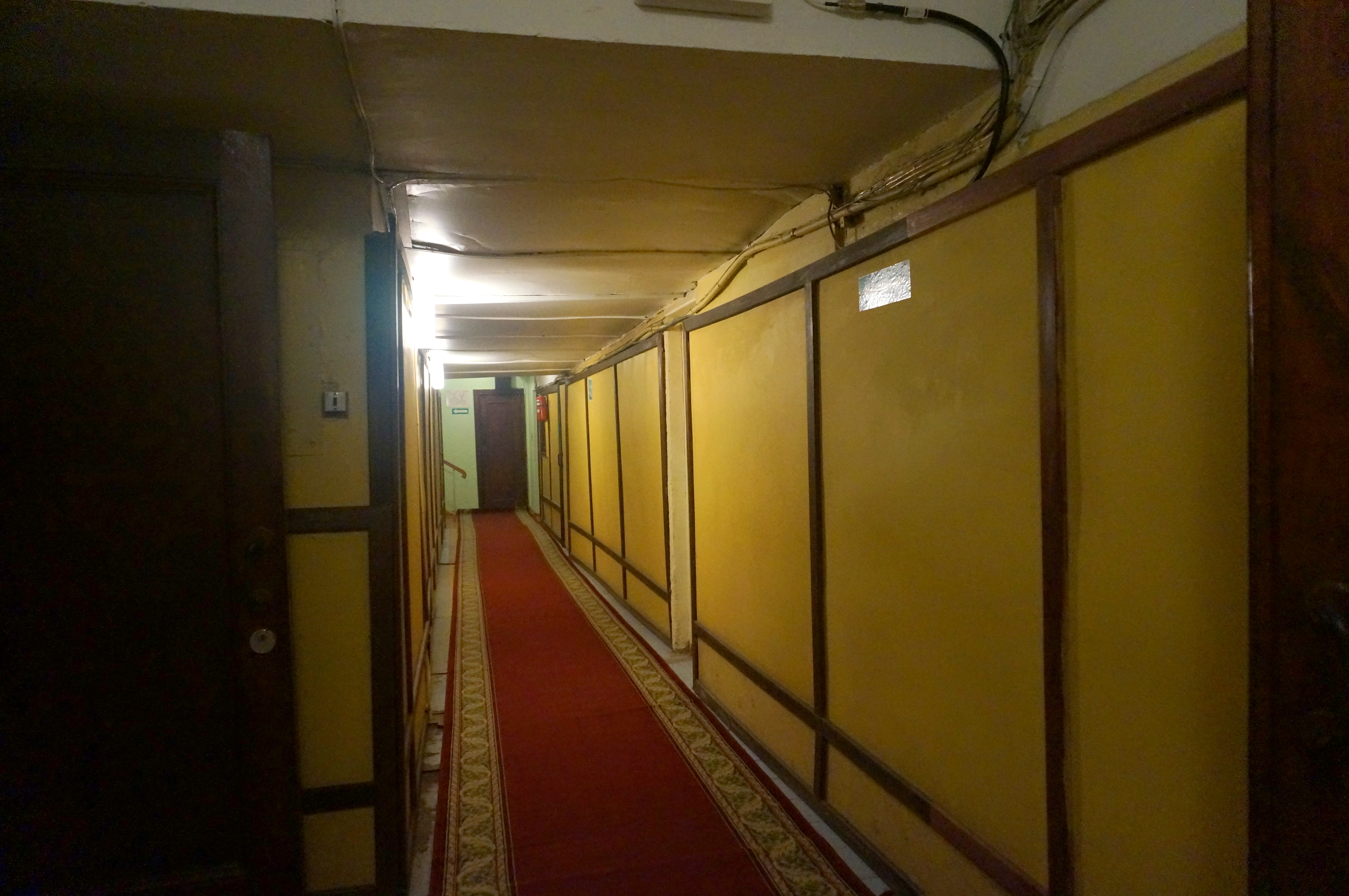
Der Flur im 1. Stock des Stalin-Bunkers